# Uwe Witt
Uwe Witt (Witten, 1 de octubre de 1959) es un político alemán. Es miembro del Bundestag desde 2017 como diputado independiente. Anteriormente fue militante del Partido de Centro y de Alternativa para Alemania.

## Biografía
Nació en Witten, Renania del Norte-Westfalia. Witt se convirtió en miembro del Bundestag después de las elecciones federales alemanas de 2017, como parte de la lista del partido en el estado de Renania del Norte-Westfalia del partido Alternativa para Alemania (AfD), antes de desertar al Partido de Centro en enero de 2022, siendo el único diputado de este partido en la cámara. En agosto del mismo año renunció a esta colectividad, conservando su escaño como diputado independiente.
Es miembro del Comité de Trabajo y Asuntos Sociales y del Comité de Salud del parlamento alemán.